# Seznam dílů seriálu Kyle XY
Toto je seznam dílů seriálu Kyle XY. Americký sci-fi seriál pro mládež Kyle XY byl premiérově vysílán v letech 2006 až 2009. Má celkem tři řady. Ačkoli druhá řada vybočuje v délce 23 dílů, dějově byla po 12. dílu rozdělena do dvou relativně samostatných částí.

## Přehled řad
| Řada | Díly | Premiéra v USA  | Premiéra v USA  |
| Řada | Díly | První díl       | Poslední díl    |
| ---- | ---- | --------------- | --------------- |
| 1    | 10   | 26. června 2006 | 28. srpna 2006  |
| 2    | 23   | 11. června 2007 | 17. března 2008 |
| 3    | 10   | 12. ledna 2009  | 16. března 2009 |

## Díly

### První řada (2006)
| Č. v seriálu | Č. v řadě | Název                | Režie             | Scénář                                        | Datum premiéry    |
| ------------ | --------- | -------------------- | ----------------- | --------------------------------------------- | ----------------- |
| 1            | 1         | Pilot                | Gil Junger        | Eric Bress a J. Mackye Gruber                 | 26. června 2006   |
| 2            | 2         | Sleepless in Seattle | Mike Rohl         | Eric Tuchman                                  | 3. července 2006  |
| 3            | 3         | The Lies that Bind   | Holly Dale        | Curtis Kheel                                  | 10. července 2006 |
| 4            | 4         | Diving In            | Mike Rohl         | Julie Plec                                    | 17. července 2006 |
| 5            | 5         | This is Not a Test   | Pat Williams      | Bryan M. Holdman                              | 24. července 2006 |
| 6            | 6         | Blame it on the Rain | Michelle MacLaren | Elle Triedman                                 | 31. července 2006 |
| 7            | 7         | Kyle Got Game        | Pat Williams      | Steven Lilien a Bryan Wynbrandt               | 7. srpna 2006     |
| 8            | 8         | Memory Serves        | Guy Norman Bee    | Michael Oates Palmer                          | 14. srpna 2006    |
| 9            | 9         | Overheard            | Michael Robison   | Eric Tuchman, Steven Lilien a Bryan Wynbrandt | 21. srpna 2006    |
| 10           | 10        | Endgame              | Michael Robison   | Julie Plec a Bryan M. Holdman                 | 28. srpna 2006    |

### Druhá řada (2007–2008)
| Č. v seriálu | Č. v řadě | Název                                       | Režie           | Scénář                                 | Datum premiéry    |
| ------------ | --------- | ------------------------------------------- | --------------- | -------------------------------------- | ----------------- |
| 11           | 1         | The Prophet                                 | Michael Robison | Eric Tuchman                           | 11. června 2007   |
| 12           | 2         | The Homecoming                              | Pat Williams    | Tommy Thompson                         | 18. června 2007   |
| 13           | 3         | The List is Life                            | Pat Williams    | Julie Plec                             | 25. června 2007   |
| 14           | 4         | Balancing Act                               | Michael Robison | Steven Lilien a Bryan Wynbrandt        | 2. července 2007  |
| 15           | 5         | Come to Your Senses                         | Morgan Beggs    | Chad Fiveash a James Patrick Stoteraux | 9. července 2007  |
| 16           | 6         | Does Kyle Dream of Electric Fish?           | Chris Grismer   | R.P. Gaborno a Chris Hollier           | 16. července 2007 |
| 17           | 7         | Free To Be You and Me                       | Guy Norman Bee  | Julie Plec                             | 23. července 2007 |
| 18           | 8         | What's the Frequency, Kyle?                 | Chris Grismer   | Steven Lilien a Bryan Wynbrandt        | 30. července 2007 |
| 19           | 9         | Ghost in the Machine                        | Guy Norman Bee  | Eric Bress a J. Mackye Gruber          | 6. srpna 2007     |
| 20           | 10        | House of Cards                              | Pat Williams    | Chad Fiveash a James Patrick Stoteraux | 13. srpna 2007    |
| 21           | 11        | Hands on a Hybrid                           | Rachel Talalay  | Bryan M. Holdman                       | 20. srpna 2007    |
| 22           | 12        | Lockdown                                    | Michael Robison | Charley Dane a Julie Plec              | 27. srpna 2007    |
| 23           | 13        | Leap of Faith                               | Rachel Talalay  | Eric Tuchman                           | 3. září 2007      |
| 24           | 14        | To C.I.R., With Love                        | Guy Norman Bee  | Chad Fiveash a James Patrick Stoteraux | 14. ledna 2008    |
| 25           | 15        | The Future's So Bright, I Gotta Wear Shades | Chris Grismer   | Steven Lilien a Bryan Wynbrandt        | 21. ledna 2008    |
| 26           | 16        | Great Expectations                          | John Kretchmer  | Bryan M. Holdman                       | 28. ledna 2008    |
| 27           | 17        | Grounded                                    | Michael DeCarlo | R.P. Gaborno a Chris Hollier           | 4. února 2008     |
| 28           | 18        | Between The Rack and a Hard Place           | James Head      | Chad Fiveash a James Patrick Stoteraux | 11. února 2008    |
| 29           | 19        | First Cut Is the Deepest                    | Michael Robison | David A. Weinstein                     | 18. února 2008    |
| 30           | 20        | Primary Colors                              | Peter DeLuise   | Bryan M. Holdman                       | 25. února 2008    |
| 31           | 21        | Grey Matters                                | Michael Robison | Eric Tuchman                           | 3. března 2008    |
| 32           | 22        | Hello...                                    | Peter DeLuise   | Michael Berns                          | 10. března 2008   |
| 33           | 23        | I've Had the Time of My Life                | Michael Robison | Julie Plec                             | 17. března 2008   |

### Třetí řada (2009)
| Č. v seriálu | Č. v řadě | Název                        | Režie           | Scénář                          | Datum premiéry  |
| ------------ | --------- | ---------------------------- | --------------- | ------------------------------- | --------------- |
| 34           | 1         | It Happened One Night        | Chris Grismer   | Eric Tuchman                    | 12. ledna 2009  |
| 35           | 2         | Psychic Friend               | Michael Robison | Julie Plec                      | 19. ledna 2009  |
| 36           | 3         | Electric Kiss                | Chris Grismer   | Gayle Abrams                    | 26. ledna 2009  |
| 37           | 4         | In the Company of Men        | Guy Norman Bee  | Daniel Arkin                    | 2. února 2009   |
| 38           | 5         | Life Support                 | Michael Robison | Bryan M. Holdman                | 9. února 2009   |
| 39           | 6         | Welcome to Latnok            | Guy Norman Bee  | R.P. Gaborno a Chris Hollier    | 16. února 2009  |
| 40           | 7         | Chemistry 101                | James Head      | Steven Lilien a Bryan Wynbrandt | 23. února 2009  |
| 41           | 8         | Tell-Tale Heart              | Peter DeLuise   | Gayle Abrams a Brian Ridings    | 2. března 2009  |
| 42           | 9         | Guess Who's Coming to Dinner | James Head      | Daniel Arkin a Andrea Conway    | 9. března 2009  |
| 43           | 10        | Bringing Down the House      | Peter DeLuise   | Julie Plec a Brian Young        | 16. března 2009 |